# Пробстин, Рональд
Рональд Ф. Пробстин (англ. Ronald F. Probstein; 11 марта 1928, Нью-Йорк — 19 сентября 2021, Ньютон (Массачусетс)) — американский учёный в области механики, профессор Массачусетском технологическом институте. Внёс значительный вклад в расчёт гиперзвукового входа в атмосферу в применении к конструированию головных частей баллистических ракет и спускаемых космических аппаратов.

## Биография
Пробстин родился в Нью-Йорке 11 марта 1928 года. Он изучал инженерное дело в вечерней школе Нью-Йорка, работая в дневное время в группе Рихарда Куранта. В 1952 году получил докторскую степень в Принстонском университете. В 1954 году начал работу в Университете Брауна. В 1962 году он стал профессором Массачусетского технологического института и продолжал работу до выхода на пенсию в 1996 году, когда он стал почётным профессором.

## Научная деятельность
Вместе с Уоллесом Д. Хейсом он написал книгу «Гиперзвуковое невязкое течение», которая остается основным источником базовой информации по теории гиперзвукового течения. Пробстин обобщил эти теоретические разработки и применил их к расчёту и конструированию первых американских космических кораблей и баллистических ракет, чтобы избежать их разрушения при входе в атмосферу Земли из-за высоких температур, возникающих при гиперзвуковом обтекании.
В конце 1960-х годов он разработал теорию, предсказавшую формирование веерообразных хвостов за пылевыми кометами.
С начала 1970-х годов занимался проблемами опреснения соленой воды и очистки загрязненной воды.
В 1982 году он стал соавтором монографии «Синтетические топлива», первой и до сих пор единственной книги, в которой излагаются основные принципы и возможные способы производства топлива для замены природного.
В 1990-х годов он представил концепцию электрокинетического восстановления почвы, которая была запатентована и лицензирована для промышленного развития, и сегодня эта тема широко изучается и применяется. Научная основа изложена в его книге «Физико-химическая гидродинамика: введение», которая представляет дисциплину, изучающую взаимодействие между течением жидкости и физическими, химическими и биохимическими процессами.
В 2009 году он написал свою первую книгу для широкой публики — «Честный Сид: Мемуары игрока», которая рассказывает о приключениях его отца в мире букмекеров и игроков, бойцов и посредников на фоне часто романтизируемого Нью-Йорка эпохи Великой депрессии.

## Премии и награды
- Член Национальной академии наук США.
- Член Национальной инженерной академии
- Член Американской академии искусств и наук
- Член Международной академии астронавтики
- Почетный доктор Брауновского университета[3][4].

Пробстин получил множество наград, в том числе стипендию Гуггенхайма.